# Масатлан
Масатла̀н (на испански: Mazatlán) е пристанищен град в щата Синалоа, Мексико. Масатлан е с население от 381 583 жители (по данни от 2010 г.), което го прави вторият по население в щата след Кулиакан. Основан е през 20-те години на 19 век. До средата на 19 век в града пристигат много имигранти от Германия, които повлияват на традиционен мексикански стил музика създаден в града, подобен на баварската народна музика.

## Известни личности
Родени в Масатлан
- Педро Инфанте (1917 – 1957), певец и актьор